# Baron Barry of Santry

Wappen der Barone Barry of Santry

Baron Barry of Santry, in the County of Dublin, war ein erblicher britischer Adelstitel in der Peerage of Ireland.

## Verleihung und Geschichte des Titels
Der Titel wurde am 18. Februar 1661 für den irischen Juristen und Politiker Sir James Barry, geschaffen. Sein Urenkel, der 4. Baron, wurde 1739 wegen Mordes zum Tode verurteilt und der Adelstitel galt als verwirkt; er wurde aber im selben Jahr begnadigt und der Titel wiederhergestellt. Der Titel erlosch schließlich beim kinderlosen Tod des 4. Barons am 18. März 1751.

## Liste der Barone Barry of Santry (1661)
- James Barry, 1. Baron Barry of Santry (1603–1673)
- Richard Barry, 2. Baron Barry of Santry (1637–1694)
- Henry Barry, 3. Baron Barry of Santry (1680–1734)
- Henry Barry, 4. Baron Barry of Santry (1710–1751)